# Masato Morishige
Masato Morishige (森重 真人 Morishige Masato?, Asakita-ku, Hiroshima, Hiroshima, de mayo de 1987) es un futbolista japonés que juega en la demarcación de defensa para el FC Tokyo de la J. League Division 1.

## Biografía
En 2006, con 19 años de edad debutó como futbolista con el Oita Trinita. Dos temporadas después de su debut ganó la Copa J. League, único título que ganó con el club. Tras siete goles en 90 partidos jugados, fichó por el FC Tokyo. El año de su debut ganó la Copa Suruga Bank, y un año después la J. League Division 2 y la Copa del Emperador.

## Selección nacional
Empezó jugando con las filas inferiores de la selección en la Copa Mundial de Fútbol Sub-20 de 2007 y en los Juegos Olímpicos de Pekín 2008.
Debutó con la selección de fútbol de Japón absoluta el 21 de julio de 2013 contra China en un partido amistoso. Posteriormente, ese mismo año, se hizo con el Campeonato de Fútbol del Este de Asia 2013.
El 12 de mayo de 2014 fue confirmado por Alberto Zaccheroni para disputar la Copa Mundial de Fútbol de 2014.

## Clubes
| Club         | País  | Año       | Partidos | Goles |
| ------------ | ----- | --------- | -------- | ----- |
| Oita Trinita | Japón | 2006-2009 | 90       | 7     |
| FC Tokyo     | Japón | 2010-     | 545      | 45    |

## Palmarés

### Campeonatos nacionales
| Título               | Club         | País  | Año  |
| -------------------- | ------------ | ----- | ---- |
| Copa J. League       | Oita Trinita | Japón | 2008 |
| J. League Division 2 | FC Tokyo     | Japón | 2011 |
| Copa Suruga Bank     | FC Tokyo     | Japón | 2010 |
| Copa del Emperador   | FC Tokyo     | Japón | 2011 |

### Campeonatos continentales
| Título                                | Club                         | País  | Año  |
| ------------------------------------- | ---------------------------- | ----- | ---- |
| Campeonato de Fútbol del Este de Asia | Selección de fútbol de Japón | Japón | 2013 |